# Pulaski High School
La Pulaski High School est une ancienne high school américaine à Pulaski, dans le comté de Pulaski, en Virginie. Construit en 1937, le bâtiment qui l'accueille est inscrit au Virginia Landmarks Register depuis le 16 mars 2023 et au Registre national des lieux historiques depuis le 9 juin 2023.